# هيلي بابتيست
هيلي بابتيست (مواليد 3 نوفمبر 2001) هي لاعبة تنس محترفة أمريكية، أعلى تصنيف لها في الفردي كان ال119 في مارس 2022.

## روابط خارجية
- هيلي بابتيست على موقع رابطة محترفات التنس (الإنجليزية)
- هيلي بابتيست على موقع الاتحاد الدولي لكرة المضرب (الإنجليزية)
- هيلي بابتيست على موقع بطولة ويمبلدون (الإنجليزية)
- هيلي بابتيست على موقع خلاصة التنس.كوم (الإنجليزية)